# Michel Maffesoli
Michel Maffesoli (ur. 14 listopada 1944 w Graissessac, Hérault) – socjolog francuski.
Był uczniem Gilberta Duranda. Obecnie profesor na Université Paris Descartes. Pracował nad zagadnieniami takimi jak więzi społeczne we wspólnotach, przeważająca rola wyobraźni i życie codzienne współczesnych społeczeństw. Jego prace wpisują się w nurt postmodernizmu. Jest dyrektorem pisma Sociétés and Les Cahiers Européens de l'imaginaire (Zeszyty europejskie na temat wyobraźni) a także sekretarzem generalnym Centrum Badań nad Wyobraźnią.
W 1992 roku nagrodzony przez Akademię Francuską za pracę La transfiguration du politique (Transfiguracja polityki). Jest wiceprezydentem Międzynarodowego Instytutu Socjologii (Institut international de Sociologie). Po kontrowersyjnej nominacji, od września 2008 także członkiem Institut universitaire de France. Michel Maffosoli, za granicą znany jest głównie jako autor pracy Le temps des tribus. Le déclin de l'individualisme dans les sociétés postmodernes (Czas plemion. Schyłek indywidualizmu w społeczeństwach ponowoczesnych), w której wprowadził termin nowoplemiona określając nim wspólnoty tworzące się wokół wspólnych pasji i zamiłowań – wspólnoty takie przekraczają granice klas, wieku czy przestrzeni. We Francji, w środowiskach naukowych stał się postacią wielce kontrowersyjną (najwięcej kontrowersji wzbudziło jego poparcie dla Elizabeth Teissier parającej się astrologią).
Od lat 1972 jest masonem, członkiem loży Wielki Wschód Francji.

## Tłumaczenia na j. polski
- Czas plemion. Schyłek indywidualizmu w społeczeństwach ponowoczesnych, red. nauk. Barbara Fatyga, tłum. Marta Bucholc, PWN, Warszawa 2008 ISBN 978-83-01-15566-7 (Le temps des tribus. Le déclin de l'individualisme dans les sociétés postmodernes 1988)
- Rytm życia. Wariacje na temat świata wyobraźni ponowoczesnej, tłum. Agnieszka Karpowicz, Nomos, Kraków 2012, ISBN 978-83-7688-093-8 (Rythme de la vie : variations sur l'imaginaire postmoderne 2004).